# Пилипка (мультфильм)

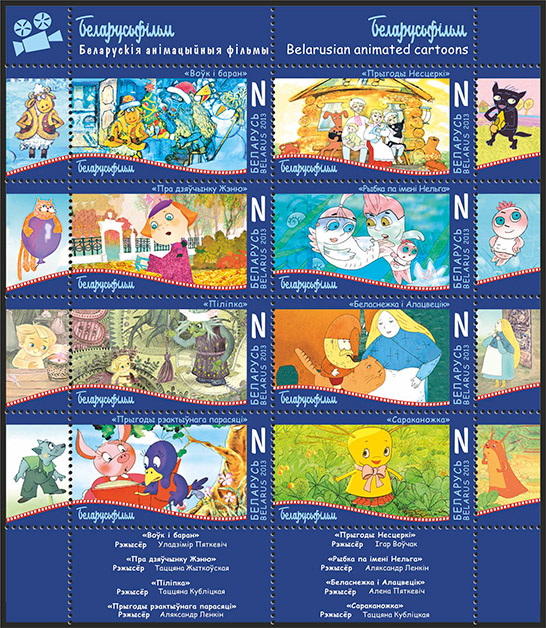
«Пилипка» на блоке почтовых марок с мультфильмами «Беларусьфильм»

«Пилипка» (бел. Піліпка) — белорусский мультипликационный фильм по мотивам сказки «Пилипка-сынок», снятый на киностудии «Беларусьфильм» по заказу Министерства культуры Республики Беларусь.

## Сюжет
Жили на берегу озера мальчик Пилипка с родителями. Пилипка ловил в озере рыбку, а за озером жила злая Баба-яга со старой вороной. Мать выходила на берег озера, звала Пилипку угостить пирожками, и он снова продолжал ловить для семьи рыбу.
Подслушала баба-яга речь матери Пилипки, забралась на мостки и позвала мальчика чужим голосом. Мостки провалились, бабка чуть не утонула — ворона вытащила её на берег. Подошёл к Бабе-яге и Пилипка, спросив, не нужна ли ей помощь. Отмахнувшись, поплелась бабка в свою избушку, оставив на берегу кочергу. Пилипка не оставил старуху, пришёл в её дом, увидел, что Яга простудилась и начал лечить её малиновым отваром. Оклемавшись, Вероломная Баба-яга сказала, что Пилипка будет жить в её доме и помогать по хозяйству.
Пилипка решил убежать от Бабы-яги, спрятался в дупле дуба, но она всё равно его нашла его в лечу. Тогда мальчик просто угостил её сорванной земляникой и душа бабки растаяла. Отпустила она его домой, решив, что такой добрый мальчик невкусный для неё. С тех пор она Пилипка на озере не трогала.

## Съёмочная группа
- Режиссёр: Татьяна Кублицкая
- Сценарист: Дмитрий Якутович
- Композитор: Владимир Кондрусевич
- Художник-постановщик: Татьяна Кублицкая
- Художник: Ирина Забелло[4]
- Звукорежиссёр: Павел Голес
- Редактор: Дмитрий Якутович
- Роли озвучивали: Сергей Германенко, Виктория Братишко, Наталья Дарвина, Максим Король, Александра Мухомедзянова, Мария Ромушкевич, Руслан Сивачёв, Станислав Сперанский, Анна Тумеля
- Директор фильма: Катерина Кохнюк

## Награды
Мультфильм был удостоен Гран-при конкурса анимационных фильмов X Международного благотворительного кинофестиваля «Лучезарный ангел» (2013, Москва); был признан лучшим на 53-м Международном кинофестивале для детей и юношества в Злине (2013, Чехия); стал лучшим фильм для детей по итогам Московского фестиваля «Сказка» (2012).